# Живко Виденов
Живко Тодоров Виденов (род. 23 май 1977 г. в София) е български състезател по лека атлетика.

## Биография
Завършва НСА(София). Състезава се под ръководстовото на треньорката Сашка Виденова.

### Спортни успехи
Републикански рекордьор в дисциплината 110 метра с препятствия 13.33 секунди и 60 метра с препятствия 7.62 секунди. Рекордът е поставен в Ханя, Гърция на 14 юни 2000 г. и София през февруари 2000 г. Той финишира осми на европейското първенство 2002 г. в Германия. Той също така се състезава на Олимпийските игри в Сидни 2000 г., Световното първенство на закрито през 2001 г. в Португалия и на световното първенство през 2001 г. в Канада без класиране на финал.